# Tim Yeung
Tim „The Missile” Yeung  (Rochester, New York, 1978. november 27. –) amerikai metal dobos, aki olyan zenekarokban vált ismertté, mint a Hate Eternal, a Nile, a Divine Heresy, az All That Remains vagy a Vital Remains. 2010-ben a Morbid Angel tagja lett, mivel Pete Sandoval porckorong kopása miatt nem tudta vállalni az együttes Illud Divinum Insanus című albumának a felvételeit.

## Biográfia
11 éves korában kezdett dobolni, zenei tanulmányait a New York államban található Rochesterben a Hochstein School of Music falai között végezte. Diplomáját 1995-ben kapta kézhez. Pályafutását Erik Rutan újonnan alakított zenekarában a Hate Eternalban kezdte. A zenekar  Conquering the Throne címmel megjelenő debütalbumán játszott, majd távozott a zenekarból, hogy eleget tegyen a különféle felkéréseknek. Játszott a metalcore színtér egyik legnépszerűbb csapatában az All That Remainsben is, de olyan death metal együttesekben is megfordult, mint a Nile vagy a Vital Remains.
2003-ban kisegített a Kalifornia államban található Santa Cruz városából származó Decrepit Birth zenekarnál is. A technikás death metalt játszó együttes ...And Time Begins lemezén volt hallható a játéka.
Yeung nemcsak dobosa, de társalapítója is a metalcoret death metal elemekkel keverő Divine Heresy együttesnek. A formáció két nagylemezt adott ki (Bleed the Fifth- 2007, Bringer of Plagues-2009), melyek nagyrészt pozitív kritikákban részesültek.
Emellett tagja a CKY zenekarból ismert Deron Miller melodikus death metalt játszó World Under Blood projektjének is.
2010-ben a Morbid Angel tagja lett, mivel az együttes dobosa Pete Sandoval porckorong kopása miatt nem tudta vállalni a soron következő Illud Divinum Insanus album felvételeit. Yeung nemcsak a lemezt dobolta fel, de koncerteken is látható a legendás zenekarban.
Becenevét („The Missile” vagyis rakéta) elképesztően gyors és technikás játékáról kapta.
Jóbarátja a filmproducer és zenész Pascual Romero, aki a Pathology nevű death metal zenekar énekeseként is ismert. Leginkább a ddrum termékeit favorizálja, Axis Percussion pedálokat, Vic Firth dobverőket és Sabian cintányérokat használ.

## Diszkográfia

### Divine Heresy
- Bleed the Fifth- 2007
- Bringer of Plagues-2009

### Hate Eternal
- Conquering the Throne- 1999

### The Tenth Circle
- of War and Reflection-2006

### Council of the Fallen
- Deciphering The Soul- 2003

### Decrepit Birth
- ...And Time Begins-2003

### Morbid Angel
- Illud Divinum Insanus- 2011

### Aurora Borealis
- Time, Unveiled- 2001

### World Under Blood
- Tactical - 2011